# Marcin Gortat
Marcin Janusz Gortat, né le 17 février 1984 à Łódź en Pologne, est un joueur polonais de basket-ball occupant le poste de pivot.
Il joue en NBA de 2007 à 2010 au Magic d'Orlando, de 2010 à 2013 aux Suns de Phoenix, de 2013 à 2018 avec les Wizards de Washington puis de 2018 à février 2019 avec les Clippers de Los Angeles.
Il est le fils de Janusz Gortat, boxeur médaillé de bronze aux Jeux olympiques de 1972 et 1976.

## Biographie

### Parcours en Europe
Marcin Gortat commence sa carrière au ŁKS Łódź en Pologne, puis joue à partir de 2003 en Allemagne, au RheinEnergie Cologne.
En 2005, il se présente à la Draft de la NBA et est choisi au second tour par les Suns de Phoenix, qui l'échangent contre une future somme d'argent au Magic d'Orlando.
En 2006, Gortat remporte le championnat allemand avec Cologne, et dispute donc lors de la saison 2006-2007 l'Euroligue de basket-ball pour la première fois dans l'histoire du club.

### Magic d'Orlando (2007-Déc.2010)
Durant l'été 2007, il quitte le championnat allemand pour la National Basketball Association (NBA). Le 20 novembre, le Magic décide de le transférer vers son équipe de D-League, l'Arsenal d'Anaheim, avant de le rappeler un mois plus tard. Gortat joue son premier match en NBA le 1er mars 2008 face aux Knicks de New York. Près d'un mois plus tard, il devient le premier Polonais à disputer une rencontre de play-offs.
Durant l'intersaison 2009, Marcin Gortat se trouve dans la position d'agent libre restrictif (aussi appelé free agent) et est tout près de rejoindre les Mavericks de Dallas, mais leur offre de 34 millions de dollars est écartée par le Magic qui préfère conserver le joueur dans son effectif, même si le Polonais n'occupe qu'un rôle de suppléant de Dwight Howard, considéré comme étant l'un des meilleurs pivots de la ligue américaine. Gortat déclare alors être « très déçu » de rester au Magic, lui qui avait l'occasion de devenir starter à Dallas et d'obtenir un temps de jeu beaucoup plus important.

### Suns de Phoenix (Déc.2010-2013)
Le 18 décembre 2010, Marcin Gortat quitte Orlando après trois saisons passées en tant que back-up de Dwight Howard, dans le cadre d'un transfert l'envoyant en compagnie de Mickaël Piétrus, Vince Carter, le premier tour de draft d'Orlando de 2011 et trois millions de dollars aux Suns de Phoenix, le club qui l'avait drafté en 2005, contre Jason Richardson, Hedo Turkoglu et Earl Clark.
À Phoenix, Gortat occupe le poste de pivot titulaire et marque plus de dix points de moyenne par match durant trois saisons.

### Wizards de Washington (2013-2018)
Le 25 octobre 2013, Marcin Gortat est échangé en compagnie de Shannon Brown, Malcolm Lee et Kendall Marshall, contre un premier tour de draft 2014 et Emeka Okafor des Wizards de Washington. Il est le seul joueur conservé par les Wizards.
Le 27 février 2014, lors de la victoire des siens, après trois prolongations, 134 à 129 chez les Raptors de Toronto, il bat son record de points en carrière en inscrivant 31 points en 51 minutes.

### Clippers de Los Angeles (2018 - février 2019)
Le 26 juin 2018, il est échangé aux Clippers de Los Angeles contre Austin Rivers.
Il est coupé par la même franchise le 7 février 2019.

## Palmarès
- Vainqueur de la Coupe d'Allemagne : 2004, 2005, 2007
- Champion d'Allemagne : 2006
- Finaliste de la NBA : 2009

## Statistiques
Le tableau suivant présente les statistiques individuelles de Marcin Gortat pendant sa carrière professionnelle en saison régulière.
| S          | F                     | J   | T   | Minutes | Min./match | PTS   | PPM  | %PR    | %3PR   | %LF    | R     | PD  | I   | C   | T   | FP    |
| ---------- | --------------------- | --- | --- | ------- | ---------- | ----- | ---- | ------ | ------ | ------ | ----- | --- | --- | --- | --- | ----- |
| 2007-2008  | Magic d'Orlando       | 6   | 0   | 41      | 6,8        | 18    | 3,0  | 47,1 % | 0 %    | 66,7 % | 16    | 2   | 1   | 1   | 2   | 4     |
| 2008-2009  | Magic d'Orlando       | 63  | 3   | 794     | 12,6       | 239   | 3,8  | 56,7 % | 100 %  | 57,8 % | 286   | 14  | 18  | 53  | 25  | 111   |
| 2009-2010  | Magic d'Orlando       | 81  | 0   | 1 088   | 13,4       | 293   | 3,6  | 53,3 % | 0 %    | 68,0 % | 341   | 17  | 17  | 70  | 46  | 138   |
| 2010-2011  | Magic d'Orlando       | 25  | 2   | 396     | 15,8       | 100   | 4,0  | 54,3 % | 0 %    | 66,7 % | 118   | 17  | 7   | 21  | 17  | 52    |
| Sous-total | Sous-total            | 175 | 5   | 2 319   | 13,3       | 650   | 3,7  | 54,5 % | 25 %   | 64,5 % | 761   | 50  | 43  | 145 | 90  | 305   |
| 2010-2011  | Suns de Phoenix       | 55  | 12  | 1 636   | 29,7       | 717   | 13,0 | 56,3 % | 25 %   | 73,1 % | 513   | 53  | 29  | 70  | 64  | 136   |
| 2011-2012  | Suns de Phoenix       | 66  | 66  | 2 114   | 32,0       | 1 017 | 15,4 | 55,5 % | 0 %    | 64,9 % | 659   | 59  | 48  | 99  | 90  | 142   |
| 2012-2013  | Suns de Phoenix       | 61  | 61  | 1 876   | 30,8       | 680   | 11,1 | 52,1 % | 0 %    | 65,2 % | 516   | 75  | 40  | 98  | 99  | 127   |
| Sous-total | Sous-total            | 182 | 139 | 5 626   | 30,9       | 2 414 | 13,3 | 54,7 % | 11,1 % | 67,6 % | 1 688 | 187 | 117 | 267 | 253 | 405   |
| 2013-2014  | Wizards de Washington | 81  | 80  | 2 655   | 32,8       | 1 068 | 13,2 | 54,2 % | 0 %    | 68,6 % | 767   | 138 | 41  | 121 | 126 | 201   |
| 2014-2015  | Wizards de Washington | 82  | 82  | 2 453   | 29,9       | 1 001 | 12,2 | 56,6 % | 0 %    | 70,3 % | 717   | 97  | 49  | 110 | 100 | 191   |
| 2015-2016  | Wizards de Washington | 75  | 74  | 2 256   | 30,1       | 1 012 | 13,5 | 56,7 % | 0 %    | 70,5 % | 741   | 106 | 47  | 96  | 121 | 193   |
| Sous-total | Sous-total            | 238 | 236 | 7364    | 30,9       | 3081  | 12,9 | 55,8 % | 0 %    | 69,7 % | 2 225 | 341 | 137 | 327 | 347 | 585   |
| Total      | Total                 | 595 | 380 | 15 309  | 57,7       | 6 145 | 10,3 | 55,2 % | 16,7 % | 68,2 % | 4 674 | 578 | 297 | 739 | 690 | 1 295 |

## Records sur une rencontre

### En NBA
Les records personnels de Marcin Gortat en NBA sont les suivants, :
| Type de statistique        | Saison régulière | Saison régulière                 | Saison régulière | Playoffs | Playoffs                | Playoffs      |
| Type de statistique        | Record           | Adversaire                       | Date             | Record   | Adversaire              | Date          |
| -------------------------- | ---------------- | -------------------------------- | ---------------- | -------- | ----------------------- | ------------- |
| Points                     | 31               | @ Raptors de Toronto             | 27 février 2014  | 31       | @ Pacers de l'Indiana   | 13 mai 2014   |
| Paniers marqués            | 13               | Bobcats de Charlotte             | 9 avril 2014     | 13       | @ Pacers de l'Indiana   | 13 mai 2014   |
| Paniers tentés             | 23               | @ Raptors de Toronto             | 27 février 2014  | 18       | Bulls de Chicago        | 27 avril 2014 |
| Paniers à 3 points réussis | 1                | 3 fois                           | 3 fois           | -        | -                       | -             |
| Paniers à 3 points tentés  | 2                | @ Mavericks de Dallas            | 10 avril 2011    | -        | -                       | -             |
| Lancers francs réussis     | 11               | @ Hornets de La Nouvelle-Orléans | 1er février 2012 | 5        | 4 fois                  | 4 fois        |
| Lancers francs tentés      | 14               | @ Hornets de La Nouvelle-Orléans | 1er février 2012 | 8        | Bulls de Chicago        | 27 avril 2014 |
| Rebonds offensifs          | 9                | @ Heat de Miami                  | 10 mars 2014     | 8        | @ Celtics de Boston     | 30 avril 2017 |
| Rebonds défensifs          | 16               | Celtics de Boston                | 28 janvier 2011  | 14       | @ Hawks d'Atlanta       | 24 avril 2017 |
| Rebonds totaux             | 20               | 76ers de Philadelphie            | 29 février 2016  | 18       | @ Hawks d'Atlanta       | 24 avril 2017 |
| Passes décisives           | 7                | 2 fois                           | 2 fois           | 5        | 3 fois                  | 3 fois        |
| Interceptions              | 4                | 3 fois                           | 3 fois           | 4        | @ 76ers de Philadelphie | 30 avril 2009 |
| Contres                    | 7                | @ Bobcats de Charlotte           | 7 novembre 2012  | 5        | Hawks d'Atlanta         | 19 avril 2017 |
| Balles perdues             | 5                | 5 fois                           | 5 fois           | 5        | @ Pacers de l'Indiana   | 5 mai 2014    |
| Minutes jouées             | 53               | @ Lakers de Los Angeles          | 22 mars 2011     | 42       | Raptors de Toronto      | 24 avril 2015 |

- Double-double : 244 (dont 15 en playoffs)
- Triple-double : 0

### En D-League
Les records personnels de Marcin Gortat, officiellement recensés par la D-League sont les suivants :

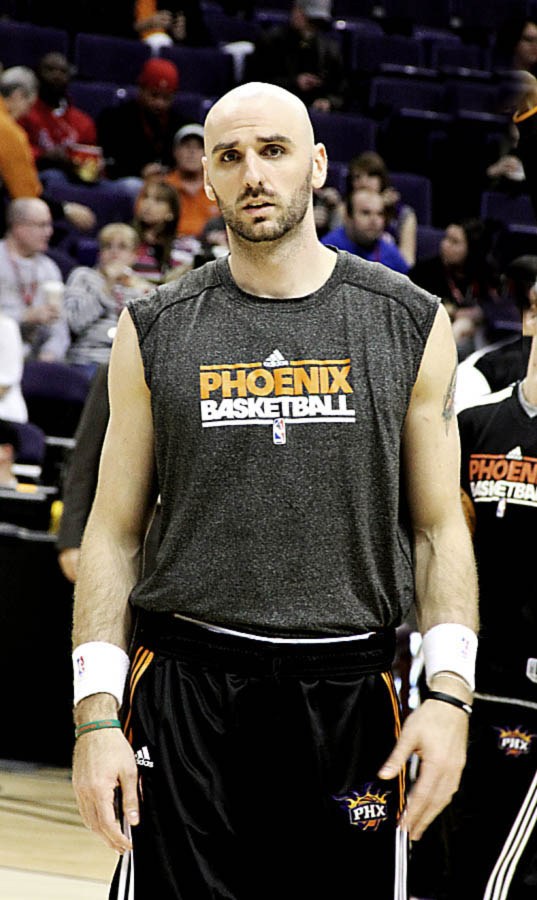
Marcin Gortat en janvier 2011.

| Type de statistique        | Saison régulière | Saison régulière         | Saison régulière  |
| Type de statistique        | Record           | Adversaire               | Date              |
| -------------------------- | ---------------- | ------------------------ | ----------------- |
| Points                     | 14               | 2 fois                   |                   |
| Paniers marqués            | 6                | 2 fois                   |                   |
| Paniers tentés             | 12               | D-Fenders de Los Angeles | 1er décembre 2007 |
| Paniers à 3 points réussis |                  |                          |                   |
| Paniers à 3 points tentés  |                  |                          |                   |
| Lancers francs réussis     | 3                | Flash de l'Utah          | 24 novembre 2007  |
| Lancers francs tentés      | 4                | 2 fois                   |                   |
| Rebonds offensifs          | 3                | D-Fenders de Los Angeles | 1er décembre 2007 |
| Rebonds défensifs          | 11               | D-Fenders de Los Angeles | 1er décembre 2007 |
| Rebonds totaux             | 14               | D-Fenders de Los Angeles | 1er décembre 2007 |
| Passes décisives           | 2                | 2 fois                   |                   |
| Interceptions              | 1                | 3 fois                   |                   |
| Contres                    | 1                | 3 fois                   |                   |
| Balles perdues             | 3                | 2 fois                   |                   |
| Minutes jouées             | 35               | Jam de Bakersfield       | 30 novembre 2007  |

- Double-double : 1 (au 01/12/2007)
- Triple-double : aucun.

## Autres activités
Ayant pratiqué pour la première fois une activité sportive dans la section football du ŁKS Łódź, Marcin Gortat devient le copropriétaire du club le 22 juillet 2010, ce qui n'empêche pas sa faillite trois ans plus tard.